# 阿斯塔拉 (伊朗)
阿斯塔拉是伊朗的城市，位於該國西北部裡海沿岸，由吉蘭省負責管轄，毗鄰與阿塞拜疆接壤的邊境，受副熱帶濕潤氣候影響，每年平均降雨量1,293毫米，2011年人口86,757。

## 外部連結
- Astara[] entry in the Encyclopædia Iranica （页面存档备份，存于）